# Recht auf Achtung des Privat- und Familienlebens
Das Recht auf Achtung des Privat- und Familienlebens ist eines der Grundrechte, wie sie in der Europäischen Menschenrechtskonvention von 1950 festgelegt sind (Artikel 8 EMRK).

## Grundlagen
„(1) Jedermann hat Anspruch auf Achtung seines Privat- und Familienlebens, seiner Wohnung und seines Briefverkehrs.

„(2) Der Eingriff einer öffentlichen Behörde in die Ausübung dieses Rechts ist nur statthaft, insoweit dieser Eingriff gesetzlich vorgesehen ist und eine Maßnahme darstellt, die in einer demokratischen Gesellschaft für die nationale Sicherheit, die öffentliche Ruhe und Ordnung, das wirtschaftliche Wohl des Landes, die Verteidigung der Ordnung und zur Verhinderung von strafbaren Handlungen, zum Schutz der Gesundheit und der Moral oder zum Schutz der Rechte und Freiheiten anderer notwendig ist.“

Er wurde auch in Art. 7 der Charta der Grundrechte der Europäischen Union (GRCh) von 2000 als Teil der Freiheiten (Titel II) wiederholt: „Jede Person hat das Recht auf Achtung ihres Privat- und Familienlebens, ihrer Wohnung sowie ihrer Kommunikation.“
Dieser Artikel garantiert namentlich das Privatleben (die Privatsphäre) des Einzelnen einschließlich eines grundsätzlichen Rechts auf informationelle Selbstbestimmung (Schutz persönlicher Daten), das Familienleben, die Unverletzlichkeit der Wohnung (Hausfrieden) und das Brief- und Telekommunikationsgeheimnis. Diese Schutzbereiche sind Teil des allgemeinen Persönlichkeitsrechts.
Die Rechte umfassen sowohl den Schutz der Beeinträchtigung durch Andere, wie durch den Staat. Darauf nimmt der zweite Absatz Bezug, indem er namentlich Ausnahmen formuliert:
- öffentliche Sicherheit und Ordnung (einschließlich der Moral)
- öffentliche Gesundheit
- nationale Sicherheit
- das wirtschaftliche Wohl des Staates (öffentliches Gemeinwohl)
- Kriminalprävention
- den Schutz der Rechte und Freiheiten anderer

Dieser Passus wägt Freiheitsrechte gegen Eingriffsrechte ab und stellt einen Gesetzesvorbehalt dar.

## Nationales

### Österreich
Die zentralen Aussagen der persönlichen Freiheit, das Hausrecht und das Briefgeheimnis wurden schon in den Artikeln 8 bis 10 Staatsgrundgesetz über die allgemeinen Rechte der Staatsbürger für die im Reichsrate vertretenen Königreiche und Länder (StGG), RGBl. Nr. 142/1867 geregelt. Dieses Gesetz wurde in den Rechtsbestand der 1918 gegründeten Republik Österreich übernommen und ist Teil der österreichischen Verfassung.
1973 wurde das StGG um eine Bestimmung zum Schutze des Fernmeldegeheimnisses ergänzt (Art. 10a).
Die Europäische Menschenrechtskonvention, in Österreich 1958 ratifiziert, ist gemäß Bundes-Verfassungsgesetz ebenfalls mit Verfassungsrang ausgestattet.

#### Aufenthaltsrecht
Der Art. 8 EMRK hat in der Fremdenrechtsmaterie, im Niederlassung- und Aufenthaltsgesetz sowie im AsylG eine wesentliche Bedeutung. Der Gesetzgeber hat hier vorgesehen, dass bei der Beurteilung eines Antrages nach dem NAG sowie AsylG eine Abwägung im Sinne des Art. 8 EMRK zu erfolgen hat.

##### Niederlassungs- und Aufenthaltsgesetz – NAG
Unter anderem regelt das Niederlassungs- und Aufenthaltsgesetz – NAG in Österreich den Aufenthalt von Drittstaatsangehörigen. Das Gesetz sieht unter anderem vor, dass der Aufenthalt des Fremden nicht zu einer finanziellen Belastung der Gebietskörperschaft führen darf, hierfür haben die Antragsteller einen Nachweis über ihre Einkommensverhältnisse darzulegen. Gelingt es den Fremden nicht einen ausreichenden Nachweis vorzulegen haben die Niederlassungsbehörden eine Abwägung im Sinne des Art. 8 EMRK zu treffen. Unter dieser Abwägung ist das Gegenüberstellen von öffentlichen sowie den privaten Interessen zu verstehen. Gemäß § 11 Abs. 3 NAG ist vorgesehen, dass eine Prüfung im Sinne des Art. 8 EMRK insbesondere unter der Berücksichtigung des folgenden Kriterienkataloges zu erfolgen hat:
1. die Art und Dauer des bisherigen Aufenthalts und die Frage, ob der bisherige Aufenthalt des Drittstaatsangehörigen rechtswidrig war;
2. das tatsächliche Bestehen eines Familienlebens;
3. die Schutzwürdigkeit des Privatlebens;
4. der Grad der Integration;
5. die Bindungen zum Heimatstaat des Drittstaatsangehörigen;
6. die strafgerichtliche Unbescholtenheit;
7. Verstöße gegen die öffentliche Ordnung, insbesondere im Bereich des Asyl-, Fremdenpolizei- und Einwanderungsrechts;
8. die Frage, ob das Privat- und Familienleben des Drittstaatsangehörigen in einem Zeitpunkt entstand, in dem sich die Beteiligten ihres unsicheren Aufenthaltsstatus bewusst waren;
9. die Frage, ob die Dauer des bisherigen Aufenthaltes des Fremden in den Behörden zurechenbaren überlangen Verzögerungen begründet ist.

Ergibt sich, dass das Privat- und Familienleben derart schützenswert ist, dass die Versagung bzw. Ablehnung des begehrten Aufenthaltstitels zum Erfolg hätte, dass die antragstellende Person das Bundesgebiet verlassen müsste und damit in das Privat- und Familienleben eingegriffen werden würde, so ist dieser zu erteilen. Einzige Voraussetzung hier ist, dass die sogenannte spezielle Voraussetzung des Aufenthaltstitels gegeben sein muss. So wäre die Erteilung des Aufenthaltstitels Familienangehöriger von Österreicher unmöglich, wenn keine Angehörigeneigenschaft zu einem Österreicher im Sinne des Gesetzes besteht.

##### Asylgesetz – AsylG
Eine spezielle Erteilungsvoraussetzung existiert im Asylgesetz für die Erteilung eines Aufenthaltstitels gemäß Art. 8 EMRK nicht. Es ist nur erforderlich, dass die Abwägung zwischen den öffentlichen Interessen und dem Interesse des Antragstellers die Notwendigkeit der Erteilung eines Aufenthaltsrechts ergibt.